# Camaino di Crescentino
Camaino di Crescentino (Siena, 1260 circa – Siena, 1338) è stato uno scultore e architetto italiano, padre del più noto Tino di Camaino.

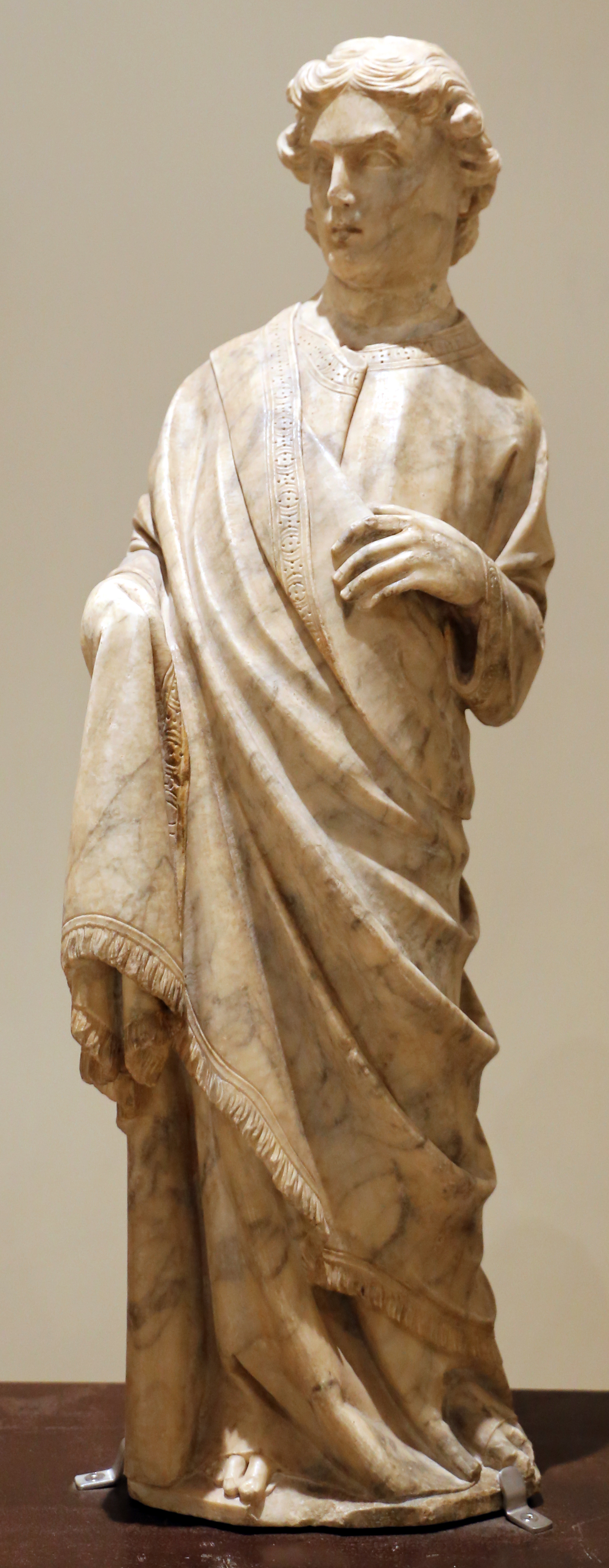
Apostolo imberbe, attr. a Camaino di Crescentino, dal Duomo di Massa Marittima (Museo di arte sacra di Massa Marittima)

Tra il 1299 e il 1317 è documentato a Siena come capomastro dell'Opera del Duomo realizzando la parte superiore della facciata del Duomo.
Nel 1295 progettò il fontanile pubblico e lavatoio denominato Fonte Nuova, a Siena, uno degli esempi più illustri di architettura gotica senese.
Tra il 1317 circa e il 1325 sempre a Siena edificò il battistero di San Giovanni del Duomo.